# 半岛航空
半岛航空（阿拉伯语：‎），是一家总部设在科威特的廉价航空公司。其枢纽机场为科威特国际机场和迪拜国际机场，通航目的地分布在中东、欧洲和南亚等地。

## 航點
巴林
- 穆哈拉格 - 巴林國際機場

 埃及
- 亞歷山卓 - 阿拉伯堡機場
- 艾斯尤特 - 艾斯尤特機場
- 開羅 - 開羅國際機場
- 樂蜀 - 盧克索國際機場
- 沙姆沙伊赫 - 沙姆沙伊赫國際機場
- 索哈傑 - 索哈傑國際機場

 伊朗
- 馬什哈德 - 沙希德·哈希米內賈德國際機場

 伊拉克
- 納傑夫 - 納傑夫國際機場

 约旦
- 安曼 - 阿勒婭王后國際機場

 科威特
- 科威特市 - 科威特國際機場

 黎巴嫩
- 貝魯特 - 貝魯特-拉菲克·哈里里國際機場（樞紐機場）

 沙烏地阿拉伯
- 吉達 - 阿卜杜拉·阿齊茲國王國際機場
- 利雅德 - 哈立德國王國際機場

 叙利亚
- 阿勒頗 - 阿勒坡國際機場
- 大馬士革 - 大馬士革國際機場
- 代爾祖爾 - 代爾祖爾國際機場

 土耳其
- 伊斯坦堡 - 阿塔蒂爾克國際機場

 阿联酋
- 杜拜 - 杜拜國際機場

## 機隊
截至2017年3月，半岛航空擁有以下機隊：
最新的一部空中巴士A320於2010年1月9日交付。

## 客倉
半岛航空提供經濟及商務客倉供乘客選擇。